# Falconet
De falconet of falcon (valk) was een licht kanon ontwikkeld aan het einde van de 15de eeuw. Tijdens de middeleeuwen werd geschut vaak versierd met gravures van reptielen, vogels of andere dieren afhankelijk van de grootte. Bijvoorbeeld de veldslang of culverin was vaak versierd met slangen. Ook de handgrepen van vroeger geschut werd vaak op deze manier versierd. De falconet vuurde een licht projectiel af dat qua gewicht overeenkwam met een roofvogel en werd dus daarom versierd met gravures van valken. Vergelijkbaar is bijvoorbeeld het musket, dat vaak versierd werd met een sperwer. 
De loop van een falconet was ongeveer 1,2 m in lengte en het kaliber lag rond de 5 cm. De falconet werd aan de voorzijde geladen met ongeveer 250 gram buskruit om een solide bal van ongeveer 500 gram een kleine 1500 m ver te krijgen. Tevens kon er een kartets, een houder gevuld met musketmunitie, worden afgevuurd, hetgeen op korte afstand verwoestend was onder infanteristen.